# 2985 Shakespeare
2985 Shakespeare este un asteroid din centura principală, descoperit pe 12 octombrie 1983 de Edward Bowell.